# Humanae vitae

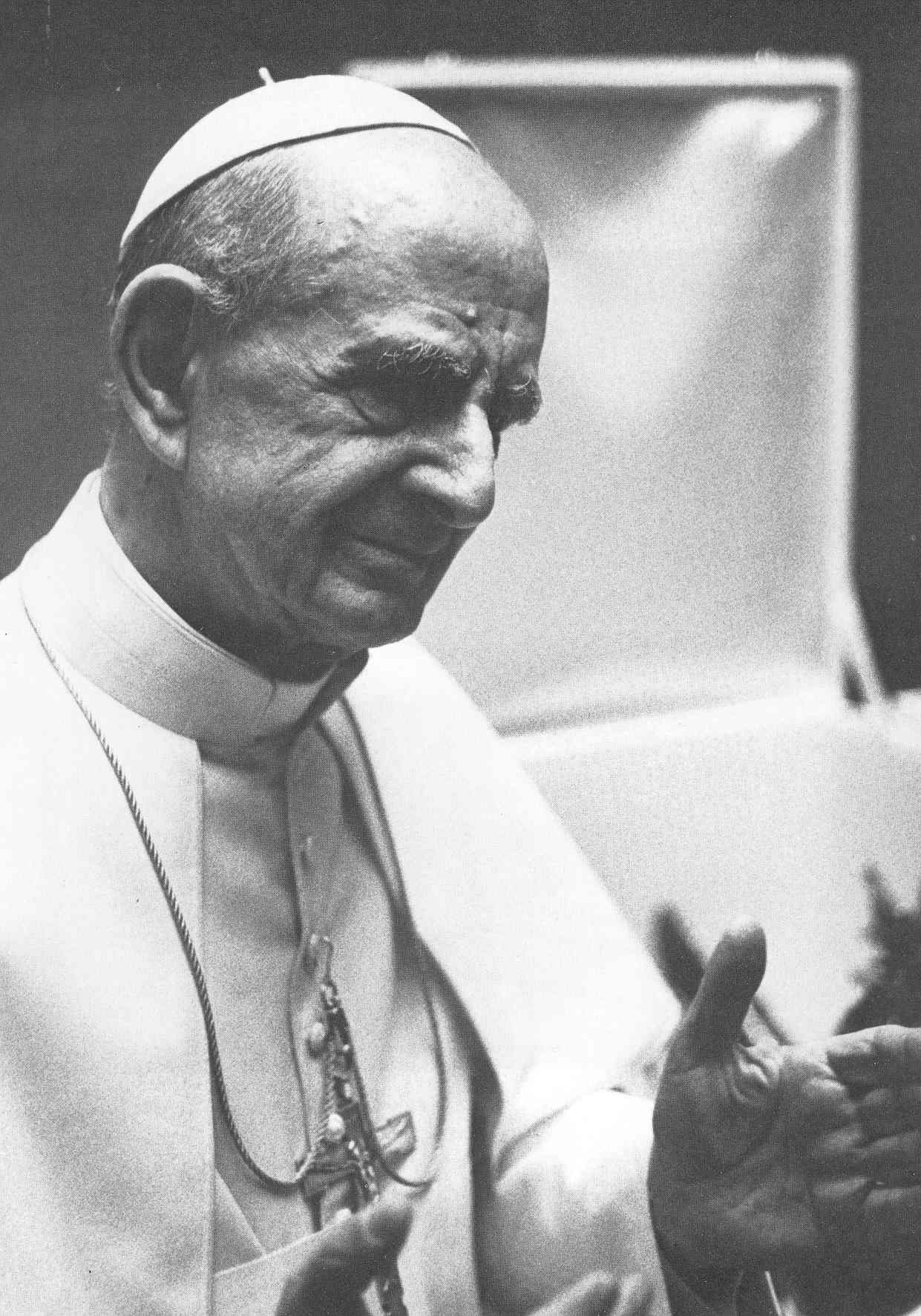
Humanae vitae je encyklika, kterou 25. července 1968 vydal papež Pavel VI.

Humanae vitae je encyklika, kterou 25. července 1968 vydal papež Pavel VI. Název, jak je u církevních dokumentů zvykem, je odvozen od prvních dvou slov latinského originálu a znamená „[předávání] lidského života“.
Encyklika se zabývá manželskou láskou a odpovědným rodičovstvím. Potvrzuje a dále rozvíjí tradiční postoj římskokatolické církve k sexualitě a plánovanému rodičovství, vyjádřený předtím např. v encyklice Casti connubii Pia XI. Odmítá ty způsoby kontroly početí, při nichž je záměrně způsobena neplodnost pohlavního styku (antikoncepci v užším slova smyslu) i umělý potrat (interrupci). Připouští plánování rodiny pomocí metod přirozeného plánování rodičovství, kdy manželé „oprávněně využívají přirozené dispozice“, pokud k tomu existují spravedlivé důvody. Zdůrazňuje nerozlučitelnost dvojího významu manželského pohlavního styku: jednoty a plodnosti.
V katolickém teologickém prostředí existují i názorové proudy (teologický disent), které některé závěry této encykliky odmítají. Nicméně tuto encykliku upřesnila, rozšířila a učitelskou autoritou podpořila řada dalších oficiálních církevních dokumentů (např. exhortace Familiaris consortio, encykliky Evangelium vitae a Veritatis splendor papeže Jana Pavla II. a encykliky Deus caritas est a Caritas in veritate papeže Benedikta XVI.).